# Смерти нет, ребята!
«Смерти нет, ребята!» — советский чёрно-белый фильм 1970 года режиссёра Булата Мансурова. Фильм повествует о том, как в последние дни Великой Отечественной войны небольшая группа советских воинов приняла неравный бой с фашистами. Прототип главного героя фильма лейтенанта Владимира Рубина — Герой Советского Союза Владимир Рубинский — однополчанин автора сценария фильма Сейитнияза Атаева.

## Сюжет
4 мая 1945 года. Уже пал Берлин. Через несколько дней окончится война. Подразделение численностью в 66 человек, состоящее из взвода пешей разведки усиленного артиллеристами Володи Рубина, натыкается на окраине города на в десятки раз превосходящего противника, прорывающегося к Эльбе, чтобы уйти к американцам в американскую зону оккупации.
Фашисты, вначале не разобравшись, что перед ними небольшой отряд, выбрасывают белый флаг и через католических священников предлагают провести переговоры. При этом немецкий генерал заявляет, что будет говорить только с равным по званию.
Капитан Раджепов, зная что танки и подкрепление подойдут только через несколько часов, чтобы выиграть время решается на хитрость — приказывает играть роль советского генерала 38-летнему старшине туркмену Мамеду: больше никто в подразделении не подходит на эту роль, поскольку все слишком молоды и по возрасту не тянут на генерала — они из последнего призыва.
Старшина Мамед, капитан Раджепов и переводчик Войцех отправляются на переговоры. Идёт дождь, и их приглашают в костёл, где представляют немецкого генерал-майора фон Шлюпке, заявляющего что он не собирается сдаваться большевикам и отправляться в Сибирь, и кричащего «Хайль Гитлер». На это представившийся в пику фон-генералу как «генерал Мамед Анауский» с погонами старшины под плащ-палаткой и грудью в орденах, собранных со всего взвода, а до войны простой туркменский пастух, Мамед даёт немецкому генералу-аристократу час на безоговорочную капитуляцию:

Зачем кричать? Давай спокойно. Когда волк чувствует свою смерть, ну вот как быть теперь? Этот волк готов лечиться даже у того самого пастуха у которого загрыз всех баранов. Но как увидит пастуха волк, сразу начинает рычать и убегает. Потому что знает свои грехи волк и боится расплаты. Я знал что и ты поступишь также как тот волк, и поэтому приказал своим танкам ровно в 9:00 начать атаку. Через пять минут даже я не смогу остановить их. Но если вы очень больной генерал, я дам вам время. Чтобы правильно решить судьбу людей даже Моххамед просил Аллаха час подумать. И вы подумай. Вот вам мечеть (обводя взглядом костёл), вот вам Аллах (показывая на алтарь), и вот вам час времени (засекая время на часах). Ровно в 10:00 пойдут мои танки, потом будет плохо.
Только спустя два часа немцы с помощью радиоперехвата всё-таки выясняют, что на самом деле перед ними малочисленный советский отряд, и идут в атаку, рассчитывая легко его разгромить.
Понимая, что их ждёт, бойцы Володи Рубина, спасая санитарку Таню Королёву, отправляют её навстречу подкреплению, а сами принимают бой.
В результате неравного боя отряд гибнет, последние оставшиеся в живых бойцы — лейтенант Володя Рубин, поляк Войцех, туркмен Мамед и казах Киндзибаев — помня присказку погибшего товарища украинца Миколы Швеца «Смерти нет, ребята!», запевая песню, выкатывают на огневой рубеж последнюю оставшуюся «сорокопятку»…

## Стихи и песни
В начале фильма звучит стихотворение Анны Ахматовой «In memoriam» («А вы, мои друзья последнего призыва!») и строки из поэмы Александра Твардовского «Василий Тёркин».
В фильме звучат песни:
- «Письмо» (муз Н. Богословский, сл. М. Львовский), исполняет Владимир Трошин.
- «Смерть есть смерть» (муз: Н. Богословский, сл: А.Твардовский), исполяют Владимир Трошин и Эдуард Хиль.
- «Тёмная ночь» (муз. Н.Богословский, сл. В. Агатов) в исполнении Марка Бернеса.

## Актёры
- Артык Джаллыев — Мамед, старшина
- Арина Алейникова — Таня Королёва, старшина, санитарка
- Евгений Жариков — Владимир Рубин, лейтенант (прототип — Герой Советского Союза Владимир Рубинский)
- Шамухамед Акмухамедов — Реждепов, капитан
- Анатолий Шитов — Войцех
- Акмурад Бяшимов — Киндзибаев, рядовой
- Акмурад Бердыклычев — Узын, сержант
- Игорь Варпа — офицер СС
- Ходжан Овезгеленов — Эшек-гула

В эпизодах: П. Щербак, А. Плотников, М. Барилло, М. Барило, А. Фараджаев, Ф. Ортутай, С. Поопуу.

## Критика
Режиссёр Б. Мансуров слишком молод, чтобы располагать реальным опытом фронтовика. Тем не менее он рассказал про этот бой и про его участников с подкупающей горячностью непосредственного участника событий — тонкими движениями образов, их логикой, необычным сочетанием безусловного и условного, стилевым несходством бытового изображения и возвышенного слова, подбором стихотворных цитат — именно из «Василия Тёркина» и именно из лирики Ахматовой.— Советский экран, 1971

Режиссёр ищет источник обобщающей образности в бытовой достоверности деталей. Подняв старшину Одоева на символические высоты, режиссёр тут же находит возможность вернуться к достоверному конкретному образу солдата.— Искусство кино, 1971

Простота, обыденность деталей и подробностей военного быта удивительно точно сочетаются в этом фильме с романтической, приподнятой интонацией. Вот почему герои фильма кажутся такими значительными и в то же самое время такими близкими и понятными.— 2015
Киновед Изольда Владимировна Сэпман отмечала, что открывающие фильм строки Ахматовой оказываются лирическим лейтмотивом фильма.
Журналом «Искусство кино» высоко была оценена игра актёров, и в первую очередь А. Джаллыева «превосходно сыгравшего очень трудную роль Мамеда».
Фильм считается одним из значительных в туркменском кинематографе, в 2015 году открывал Неделю советских военных фильмов в честь 70-летия Великой Победы в Ашхабаде.

## Основа сюжета и прототипы
Сценарий фильма был написан писателем-фронтовиком Сейитниязем Атаевым. В войну он служил в разведке 800-го стрелкового полка 143-й стрелковой дивизии. В артиллерии того же полка служил его земляк-ашхабадец Владимир Рубинский, который и стал прототипом героя фильма Владимира Рубина. Владимир Рубинский выступил военным консультантом фильма.

Зачем что-то придумывать, если жизнь конкретного человека сложилась круче любого сюжета. Ведь Рубинский не проиграл ни одного боя!— Сейитнияз Атаев — сценарист фильма, в годы войны разведчик, сослуживец В. Рубинского
Также Владимир Рубин стал прототипом героя рассказов С. Атаева «Генерал Мамед Анауский» и «Рыжий из Ашхабада»:

На рассвете шестого мая взвод пешей разведки, усиленный двумя «сорокапятками» Володи Рубина, вырвался вперед и намеревался выйти на Эльбу севернее города Ратенау, но оказался почему-то восточнее его, на магистрали Ратенау — Бранденбург.— рассказ "Генерал Мамед Анауский"
Этот фон событий соответствует исторической действительности: 143-я стрелковая дивизия 4 мая 1945 года была переброшена к Ратенову, вышла на правый берег Эльбы у канала Шпанхаузен, где встретилась с войсками союзников. 6 мая 1945 года вела последние бои с разрозненными частями противника.
Однако наличие фактической основы в сцене пленения немецкого генерала сомнительно и, скорее всего, является фронтовой байкой — рассказ «Генерал Мамед Анауский» был опубликован в сборнике юмористических рассказов «Точка зрения».
Прототип старшины Мамеда — командир роты 955-го стрелкового полка 309-й дивизии капитан Мамед Бадаевич Бадаев — также сослуживец сценариста фильма (после войны стал ответственным редактором газеты «Совет Түркменистаны», партийным деятелем ЦК КП Туркменистана, председателем Туркменского комитета защиты мира).
В цикле очерков-воспоминаний «Отдавая долги» С. Атаев писал, что такой случай произошёл 14 февраля 1945 года в польском городке Легнице, где Бадаевым был взят в плен «кавалер Рыцарского креста Железного креста с дубовыми листьями и мечами генерал Иоахим фон Шлюбке, барон Магдебургский». Однако, немецкий генерал с именем Иоахим фон Шлюбке неизвестен.
Но при этом документально подтверждается, что 9 февраля 1945 года в боях за город Легнице взвод под командованием Мамеда Бадаева «отразил три контратаки противника уничтожив до взвода гитлеровцев, при этом он лично из своего оружия уничтожил 6 немецких солдат и одного взял в плен» за что был награждён орденом «Красная Звезда».
А сам описанный случай пленения генерала по ряду примет имеет явное сходство с реальным случаем — капитуляцией города Бреслау: как раз 6 мая 1945 года, и именно при посредничестве священников католической церкви — епископа Эрнста Хорнига, капитулировал комендант города генерал Герман Нихоф — кавалер Рыцарского креста Железного креста с дубовыми листьями и мечами. Капитуляцию принял советский генерал В. А. Глуздовский.
Стоит заметить, что держал осаду города Бреслау именно 955-й полк 309-й стрелковой дивизии, в которой служил Мамед Бадаев, и в то время он не просто был там, а, согласно наградным документам: «отразил две контратаки противника и истребил до 50-ти гитлеровцев. Будучи ранен не оставил поля боя» за что был награждён Орденом Красного знамени.